# جحيم (صور)
جْحيم أو ججيم هي إحدى القرى اللبنانية من قرى قضاء صور في محافظة الجنوب. وتقع هذه المزرعة بلاقرب من بلدة طير حرفا.